# Hr.Ms. Hoogeveen (1956)
Hr.Ms. Hoogeveen (M827) was een Nederlandse mijnenveger uit de Dokkumklasse. Zij heeft vanaf 1956 tot 1996 gevaren voor de Koninklijke Marine. Nadat zij bij de marine was afgevoerd verloor zij het predicaat Hr.Ms. en sindsdien heet het schip Hoogeveen. Het werd geschonken aan de Stichting Vrienden van de Koninklijke Marine (VVKM) die het uiteindelijk in 2024 van de hand deed omdat instandhouding niet gegarandeerd kon worden.

## Historie
Het schip is gebouwd bij De Noord in Alblasserdam, en heeft vooral op de Noordzee dienstgedaan. Na de actieve dienst lag Hr.Ms. Hoogeveen in het Natte Dok van de oude Rijkswerf Willemsoord te Den Helder.
Leden van het bestuur van de VVKM en enkele medewerkers wilden Hr.Ms. Hoogeveen behouden. Het schip was in redelijk origineel staat. In 1999 werd de VVKM in de gelegenheid gesteld het schip voor het symbolische bedrag van één gulden te kopen. Na de overdracht naar de VVKM is het schip gerestaureerd en kwam het in het water voor het Marinemuseum te liggen. Later kwam het schip in het Werfkanaal aan de westkant van Willemsoord te liggen, langs de Weststraat/N250.
In 2009 is de Hoogeveen in het dok gegaan en is de onderkant schoongemaakt en gerepareerd. Verder zijn diverse ruimtes aan boord aangepakt. Al het veegtuig was nog aanwezig. Het streven was om het schip een museale status te geven. 
In 2023 gaf de VVKM aan vanwege het vele onderhoud en de aanwezigheid van chroom-6 niet verder te willen met het schip en stopten met het onderhoud. Met de naderende aanleg van een nieuwe fiets- en voetgangersbrug in het verschiet moest het schip in 2024 weggesleept worden. Dit gebeurde, na overleg tussen de VVKM, het ministerie van Defensie en de Helderse wethouder Camara, uiteindelijk op 8 oktober 2024. Het schip gaat via een korte tussenstop in de Nieuwe Haven naar Rotterdam waar het zal worden gesloopt.